# 15779 Scottroberts
15779 Scottroberts este un asteroid din centura principală de asteroizi.

## Descriere
15779 Scottroberts este un asteroid din centura principală de asteroizi. A fost descoperit pe 26 iulie 1993 la Observatorul Palomar de Carolyn S. Shoemaker și David H. Levy. Asteroidul prezintă o orbită caracterizată de o semiaxă mare de 2,32 ua, o excentricitate de 0,24 și o înclinație de 23,2° în raport cu ecliptica.